# اسدآباد سفلی (دره‌شهر)
اسدابادسفلی یک روستا در ایران است که در دهستان ارمو واقع شده‌است. اسدابادسفلی ۱۲۶ نفر جمعیت دارد.